# ブティゲイディス
ブティゲイディス（リトアニア語: Butigeidis, ベラルーシ語: Будзікід, ロシア語: Будикид; 1240年 - 1290/1年）は、リトアニア大公（在位：1285年 - 1290/1年）で、ブトヴィーダスの兄弟である。

## 出自
ブティゲイディス、ブトヴィーダス兄弟に関しては1289年にヴァウカヴィスクをヴォルィーニ公ムスチスラフ・ダニーロヴィチに譲渡したという『イパチエフ年代記』の記述が知られている。次に言及されるのはリヴォニア騎士団総長の1290年11月付の手紙に「国王ブティゲイディス」と言及されていることである。それ以上の歴史上の文書では言及されていない。
ダウマンタスの後の全く新しい家系であるゲディミナス一族の血縁関係に関しては多少の議論の余地があり、ブティゲイディスに権力が移ったと推測される。ブティゲイディスとダウマンタスの血縁関係は全く不明である。ダウマンタスはブティゲイディスの父の可能性という仮定がある。その他の、ブティゲイディス、ブトヴィーダス兄弟の父として信頼に足りうる推測としてはゲディミナス朝の祖であるスカルマンタスである。1270年から1282年にかけてリトアニアを統治したトライデニスが父という意見もある。

## 支配
ブティゲイデスは1282年ないし1285年に権力を掌握して1289年から1291年までリトアニアを統治した。その統治はドイツ人の戦士がヨトヴィング人と戦った時に始まっており、リヴォニア騎士団がゼムガレ人と戦っていた。ブティゲイデスはネマン川沿いに防衛上の城塞を築き、その事業は14世紀の統治者によって発展させられた。 
1289年ないし1291年にリトアニアの統治は、ヴィテニスの父でゲディミナスの父とも推測されるブトヴィーダスの手に移った。